# Mpumi Nyandeni
Mpumi Nyandeni (19 de agosto de 1989) é uma futebolista profissional sul-africana que atua como meia.

## Carreira
Mpumi Nyandeni fez parte do elenco da Seleção Sul-Africana de Futebol Feminino, nas Olimpíadas de 2012 e 2016. 